# Plastischer Kristall

Übersicht

Links Phasen von Neopentan, rechts von Pentan

Bei einem plastischen Kristall (oder Plastischkristall) handelt es sich um einen Kristall, der aus Molekülen besteht, zwischen denen es nur schwache Anziehungskräfte gibt, so dass die Moleküle einen gewissen Freiheitsgrad bezüglich der Orientierung oder Konformation haben. Der Name plastischer Kristall bezieht sich auf die mechanische Weichheit solcher Phasen: sie ähneln Wachs und sind leicht zu verformen. Wenn der innere Freiheitsgrad der Moleküle in einer Rotation besteht, wird auch der Ausdruck Rotor-Phase verwendet.
Außer den plastischen Kristallen, die aus Molekülen aufgebaut sind, gibt es auch ionische plastische Kristalle (s. a. Ionische Flüssigkeit), insbesondere organische ionische plastische Kristalle (OIPC) und protische organische ionische plastische Kristalle (POIPC). Ihre hohe ionische Leitfähigkeit und Plastizität macht sie zu vielversprechenden Kandidaten für die Anwendung als Festelektrolyte in Lithium-Ionen-Akkumulatoren.
Beim Abkühlen können die angeregten inneren Freiheitsgrade in manchen Fällen in ungeordneter Weise einfrieren, z. B. in zwei unterschiedlichen Orientierungen entlang einer Bindung. Im Englischen bezeichnet man einen solchen Festkörper mit eingefrorener Orientierungs-Unordnung dann als orientational glass.
Die röntgendiffraktometrischen Muster plastischer Kristalle haben charakteristischerweise eine starke diffuse Intensität zusätzlich zu den scharfen Bragg-Reflexen.

## Plastische Kristalle versus Flüssigkristalle
Wie bei den Flüssigkristallen handelt es sich auch bei den plastischen Kristallen um einen Übergangszustand zwischen echten Festkörpern und echten Flüssigkeiten; man kann sie als weiche Materie betrachten.
Eine weitere Gemeinsamkeit ist, dass gleichzeitig Ordnung und Unordnung vorhanden sind: bei plastischen Kristallen bleibt die Positionsfernordnung erhalten, es erfolgt aber eine teilweise oder vollständige Aufhebung der Orientierungsfernordnung. Somit erhalten z. B. kugelförmige Moleküle wie Methan, Adamantan, Neopentan, Tetramethylbutan oder Cuban zusätzliche Rotationsfreiheitgrade an ihren Gitterplätzen. Bei Flüssigkristallen dagegen wird zuerst die Positionsfernordnung aufgegeben, worauf sich die orientierten smektischen und/oder nematische Phase bilden.

## Geschichte
1938 entdeckte Jean Timmermans die plastischen Kristalle aufgrund ihrer anomal geringen Schmelzentropie. Er fand, dass organische Substanzen mit einer Schmelzentropie von weniger als etwa 17 J·K−1·mol−1 besondere Eigenschaften besitzen. Timmermans gab ihnen den Namen molecular globulare.
Michils zeigte 1948, dass diese organischen Verbindungen außerordentlich gut verformbar sind, weswegen er ihnen den Namen plastische Kristalle (französisch cristaux organiques plastiques) gab. Beispielsweise ist Perfluorcyclohexan so plastisch, dass es unter seinem eigenen Gewicht zu fließen beginnt. Wie beim Hochtemperaturkriechen von bspw. Kupfer und Gold verschwindet die plastische Verformbarkeit unterhalb einer bestimmten Temperatur.